# Fußball-Weltmeisterschaft 1930/Rumänien
Dieser Artikel behandelt die Rumänische Fußballnationalmannschaft bei der Fußball-Weltmeisterschaft 1930.

## Qualifikation
Da Uruguay alle Teilnehmer persönlich einlud, gab es keine Qualifikation.

## Aufgebot
| Name                          | Damaliger Verein         | Geburtsdatum  | Sp.      | Tore     | Platzverw. |
| Torhüter                      | Torhüter                 | Torhüter      | Torhüter | Torhüter | Torhüter   |
| ----------------------------- | ------------------------ | ------------- | -------- | -------- | ---------- |
| Ion Lăpușneanu                | Sportul Studențesc       | 8. Dez. 1908  | 2        | 0        | 0          |
| Samuel Zauber                 | Maccabi Bukarest         | 9. Jan. 1901  | 0        | 0        | 0          |
| Abwehr                        |                          |               |          |          |            |
| Rudolf Bürger                 | Chinezul Timișoara       | 31. Okt. 1908 | 2        | 0        | 0          |
| Iosif Czako                   | UDR Reșița               | 11. Juni 1906 | 1        | 0        | 0          |
| Adalbert Steiner              | Chinezul Timișoara       | 24. Jan. 1907 | 1        | 0        | 0          |
| Mittelfeld                    |                          |               |          |          |            |
| Alexandru Borbely             | Belvedere Bukarest       | 27. Nov. 1910 | 0        | 0        | 0          |
| Alfred Eisenbeisser (Fieraru) | Dragoș Vodă Cernăuți     | 7. Apr. 1908  | 2        | 0        | 0          |
| Ladislau Raffinsky            | Juventus Bukarest        | 23. Apr. 1905 | 2        | 0        | 0          |
| Corneliu Robe                 | Olimpia Bukarest         | 23. Mai 1908  | 1        | 0        | 0          |
| Petre Steinbach               | Unirea Tricolor Bukarest | 1. Jan. 1906  | 0        | 0        | 0          |
| Rudolf Steiner                | Chinezul Timișoara       | 24. Jan. 1907 | 0        | 0        | 0          |
| Emerich Vogl                  | Juventus Bukarest        | 12. Aug. 1905 | 2        | 0        | 0          |
| Angriff                       |                          |               |          |          |            |
| Ștefan Barbu                  | Olimpia Arad             | 2. März 1908  | 2        | 1        | 0          |
| Adalbert Deșu                 | UDR Reșița               | 24. März 1909 | 2        | 1        | 0          |
| Andrei Glanzmann              | CAO Oradea               | 27. März 1907 | 0        | 0        | 0          |
| Elemer Kocsis                 | CAO Oradea               | 26. Feb. 1910 | 0        | 0        | 0          |
| Nicolae Kovacs                | Banatul Timișoara        | 29. Dez. 1911 | 2        | 0        | 0          |
| Constantin Stanciu            | Venus Bukarest           | 1911          | 1        | 1        | 0          |
| Ilie Subășeanu                | Olimpia Bukarest         | 6. Juni 1906  | 0        | 0        | 0          |
| Rudolf Wetzer                 | Juventus Bukarest        | 17. März 1901 | 2        | 0        | 0          |
| Trainer                       |                          |               |          |          |            |
| Costel Rădulescu              |                          | 5. Okt. 1896  |          |          |            |

## Spiele

### Vorrunde
| Pl. | Land     | Sp. | S | U | N | Tore    | Diff. | Punkte |
| --- | -------- | --- | - | - | - | ------- | ----- | ------ |
| 1.  | Uruguay  | 2   | 2 | 0 | 0 | 005:000 | +5    | 04:0   |
| 2.  | Rumänien | 2   | 1 | 0 | 1 | 003:500 | −2    | 02:20  |
| 3.  | Peru     | 2   | 0 | 0 | 2 | 001:400 | −3    | 0:40   |

|                                                       |   |          |           |
| Mo., 14. Juli 1930 um 14:50 Uhr im Estadio Pocitos    |   |          |           |
| Rumänien                                              | – | Peru     | 3:1 (1:0) |
| Mo., 21. Juli 1930 um 14:50 Uhr im Estadio Centenario |   |          |           |
| Uruguay                                               | – | Rumänien | 4:0 (4:0) |

Der große Favorit der Gruppe 3 war Veranstalter Uruguay. Zuerst traten jedoch die beiden Gruppengegner Rumänien und Peru gegeneinander an. Gerade einmal 300 Menschen sahen den sicheren 3:1-Erfolg der Europäer. Nachdem Peru auch gegen Uruguay verloren hatte, kam es zwischen Rumänien und Uruguay vor 80.000 Besuchern zum Endspiel um den ersten Platz. Hier zeigte das Team von Uruguay sein Können. Dorado (7.), Scarone (24.), Anselmo (30.) und Cea (35.) zeigten den Rumänen schon in der 1. Halbzeit, wie modernster Fußball gespielt wird. Nach einer guten halben Stunde stand das 4:0-Endergebnis bereits fest, so dass Rumänien als Zweiter in der Gruppe aus dem Turnier schied.